# Molophilus itoanus
Molophilus itoanus là một loài ruồi trong họ Limoniidae. Chúng phân bố ở miền Cổ bắc.